# Унана
Унана (сопка Унана) — потухший вулкан, расположенный в 15 км к северо-западу от Тауншица, на полуострове Камчатка, Россия.
Вулкан возник 200-300 тысяч лет назад. Диаметр основания около 15 километров. Сильно разрушен ледниками и эрозионными процессами. На близлежащих горных тундрах находятся зимние пастбища дикого северного оленя, сохранившегося на Камчатке только на территории Кроноцкого заповедника.
Форма вулкана представляет собой обособленный конус. Это одинокий, основательно разрушенный конический вулкан.
Абсолютная высота — 2192 м. Вулкан входит в группу центрального участка Восточно-Камчатского вулканического пояса.

## Фотогалерея

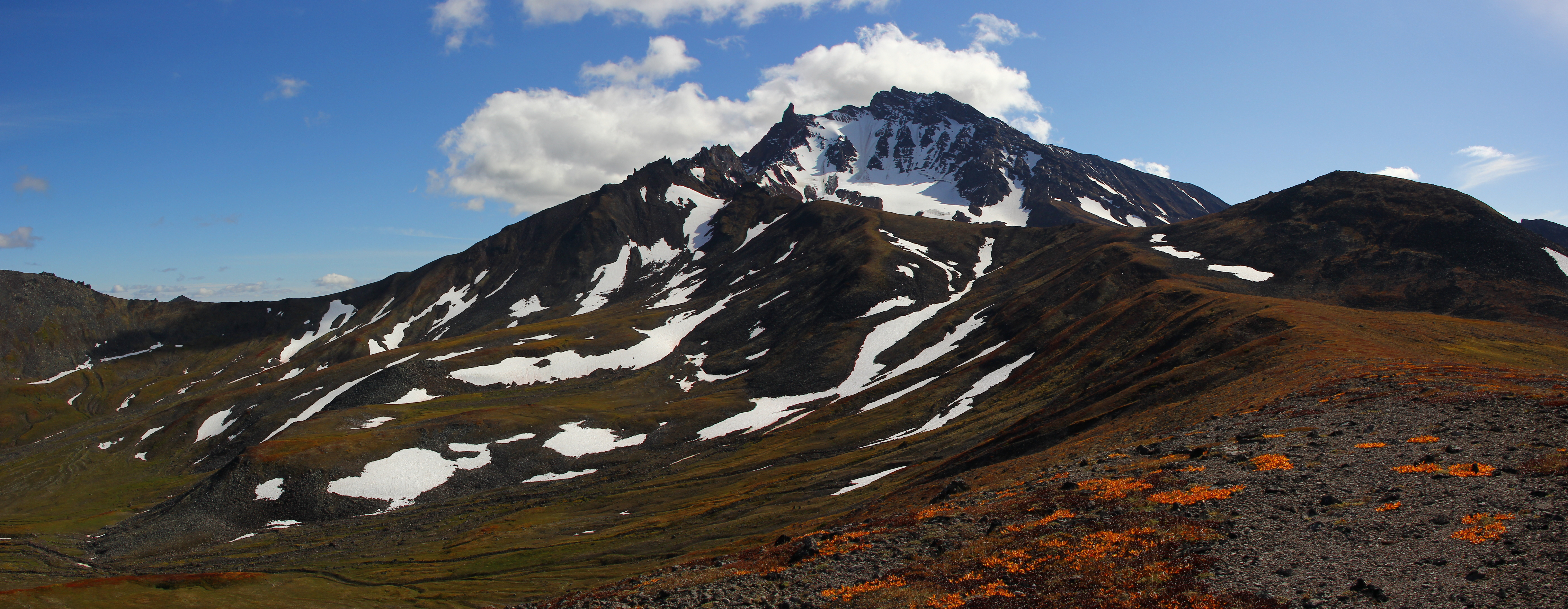
Сопка Унана
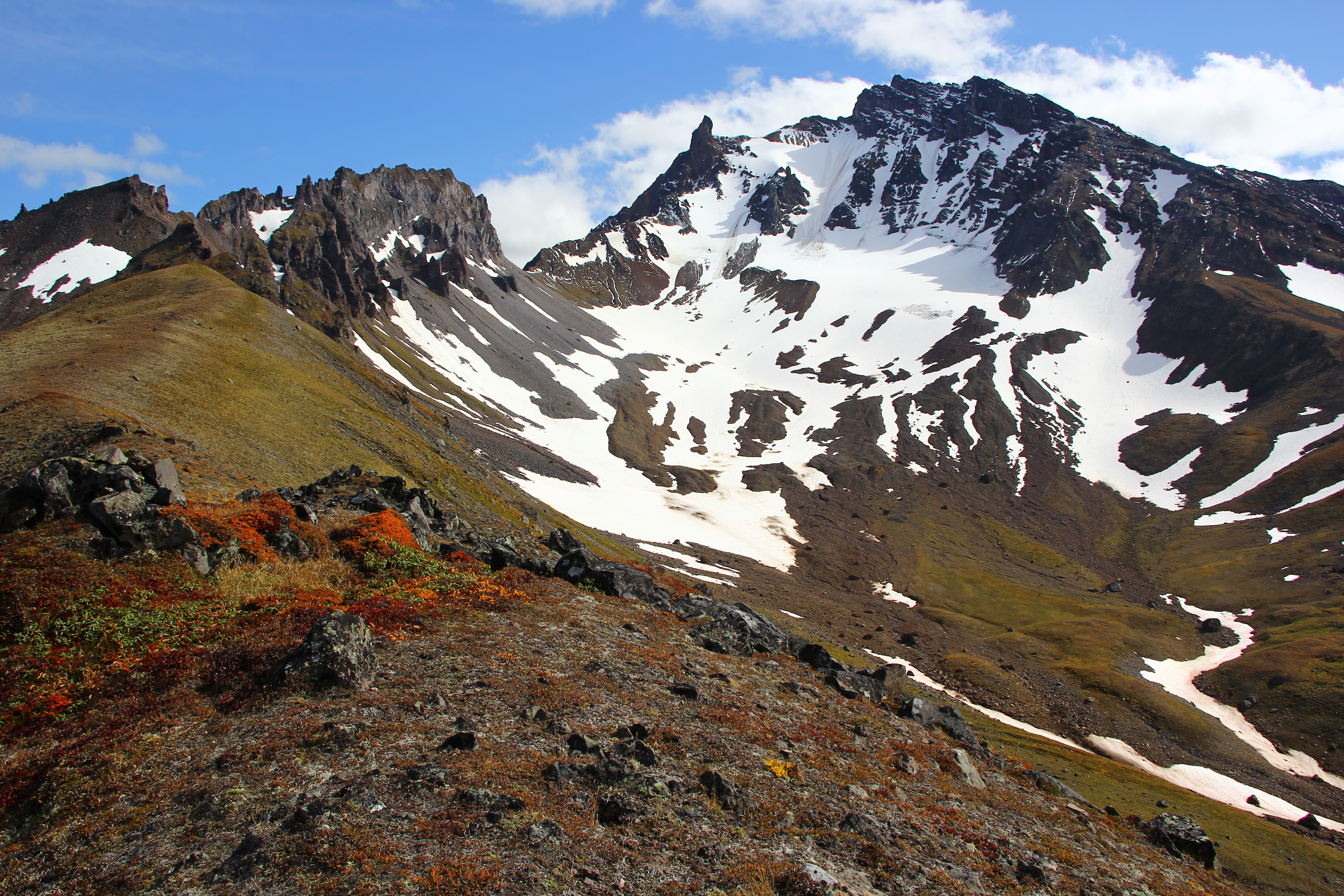
Унана
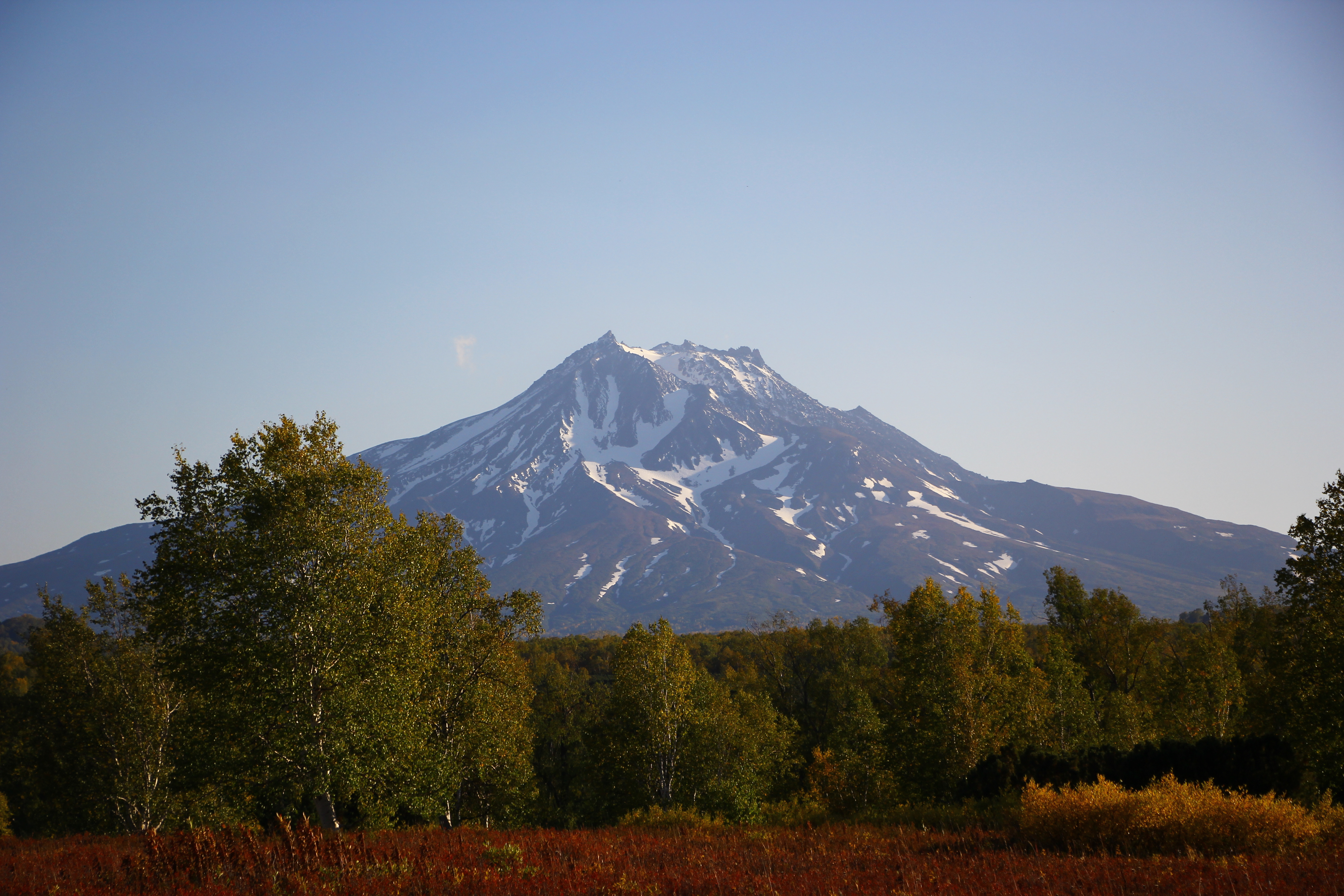
вулкан Унана
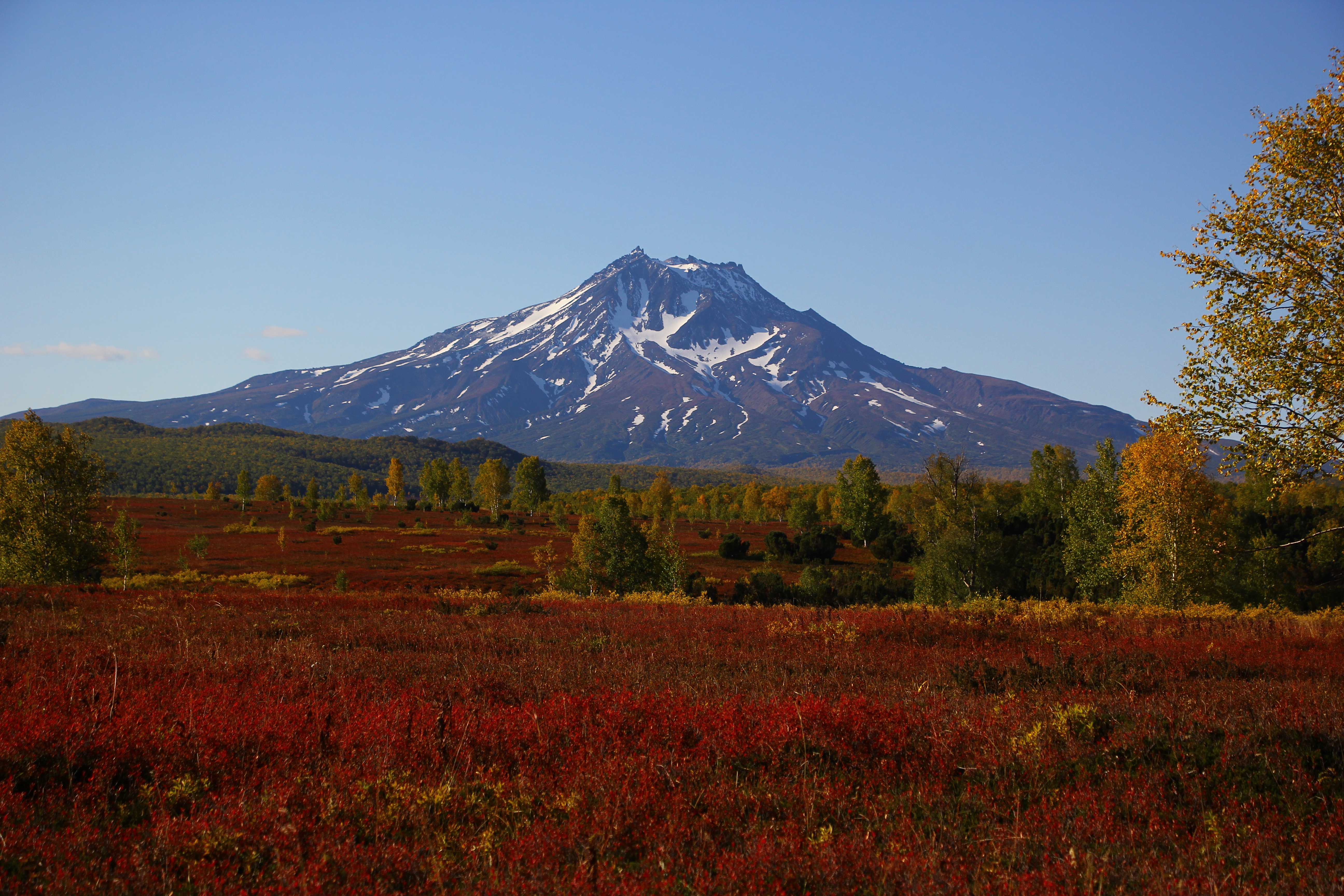
Унана в сентябре
Сопка Унана, вдалеке сопка Кроноцкая